# Jeremy Sochan
Jeremy Juliusz Sochan (Guymon, Oklahoma, 20 de mayo de 2003) es un jugador de baloncesto estadounidense, nacionlizado polaco, que pertenece a la plantilla de los San Antonio Spurs de la NBA. Con 2,03 metros de estatura, juega en la posición de ala-pívot.

## Trayectoria deportiva

### Primeros años
Sochan nació en los Estados Unidos, en Guymon, Oklahoma. Su madre, Aneta, era una jugadora de baloncesto polaca que se mudó a los Estados Unidos para estudiar. En Oklahoma, conoció al padre de Sochan, Ryan Williams. Sochan dio sus primeros pasos en el baloncesto mientras vivía en Milton Keynes, Inglaterra, jugando para el equipo juvenil  MK Trojans, antes de mudarse a Southampton y jugar para los Solent Kestrels y el Itchen College.
Sochan comenzó su carrera en la escuela secundaria en La Lumiere School en Indiana, pero debido a la pandemia de COVID-19, abandonó Estados Unidos.

### Universidad
Jugó una temporada con los Bears de la Universidad Baylor, en la que promedió 9,2 puntos, 6,4 rebotes, 1,8 asistencias y 1,3 robos de balón por partido. Al término de la misma fue elegido mejor sexto hombre de la Big 12 Conference e incluido en el mejor quinteto de novatos de la conferencia.
El 15 de abril de 2022 se declaró elegible para el draft de la NBA, renunciando a su elegibilidad universitaria restante.

#### Estadísticas
| Año     | Equipo | PJ | PT | MPP  | %TC  | %3P  | %TL  | RPP | APP | ROB | TPP | PPP |
| ------- | ------ | -- | -- | ---- | ---- | ---- | ---- | --- | --- | --- | --- | --- |
| 2021–22 | Baylor | 30 | 1  | 25.1 | .474 | .296 | .589 | 6.4 | 1.8 | 1.3 | .7  | 9.2 |

### Profesional
Antes de acudir a la universidad en Estados Unidos, en 2020, Sochan se unió al club alemán OrangeAcademy de la ProB, la tercera división alemana. Allí jugó una temporada, en la que promedió 9,8 puntos y 3,8 rebotes por encuentro.
Fue elegido en la novena posición del Draft de la NBA de 2022 por los San Antonio Spurs.

## Selección nacional
Jeremy tiene nacionalidad polaca por ascendencia de su madre, y jugó con la selección juvenil de Polonia, guiando a los suyos a la conquista del Campeonato Europeo Sub-16 - División B de 2019. Siendo además nombrado MVP del torneo.
Posteriormente debutó con la selección absoluta durante la Clasificación para el EuroBasket de 2022, en la victoria ante Rumanía, siendo el jugador más joven en debutar con el equipo polaco en toda su historia.

## Estadísticas de su carrera en la NBA

### Temporada regular
| Año     | Equipo      | PJ  | PT  | MPP  | %TC  | %3P  | %TL  | RPP | APP | ROB | TPP | PPP  |
| ------- | ----------- | --- | --- | ---- | ---- | ---- | ---- | --- | --- | --- | --- | ---- |
| 2022-23 | San Antonio | 56  | 53  | 26.0 | .453 | .246 | .698 | 5.3 | 2.5 | .8  | .4  | 11.0 |
| 2023-24 | San Antonio | 74  | 73  | 29.6 | .438 | .308 | .771 | 6.4 | 3.4 | .8  | .5  | 11.6 |
| 2024-25 | San Antonio | 54  | 23  | 25.3 | .535 | .308 | .696 | 6.5 | 2.4 | .8  | .5  | 11.4 |
| Total   | Total       | 184 | 149 | 27.3 | .468 | .290 | .725 | 6.1 | 2.8 | .8  | .5  | 11.4 |